# إنفوبرايت

## مجال الاستعمال
من جهة، نظام إدارة قواعد البيانات إنفوبرايت مصمم خصيصاً للتطبيقات التي لها تعلق بما يسمى ذكاء الأعمال المتميزة بما يلي :
- الحجم الضخم للمعلومات، الذي يتراوح مابين مئات GO إلى أكثر من عشرات TO،
- عمليات التحليل المعقدة،
- ضرورة تحميل وتفريغ المعلومات بأقصى سرعة،
- استخدام بيئات الأجهزة البسيطة (خوادم من نوع PC)،
- كل من مدة وميزانية التثبيت والتسيير محدودة

ومن جهة أخرى، إنفوبرايت لا يدعم تطبيقات المعاملات حتى وإن كان يدعم عمليات التحديث.

أحد اهدافه تتمثل في تقليص أو حذف أشغال تسيير قواعد البيانات بواسطة تقنيات التحسين التلقائي.
ونظراً لكونه يرتكز على لغة SQL القابل لتشغيل المتبادل مع جل التطبيقات، فإن Infobright يتميز بسهولة الإدماج ضمن بيئات الحوسبة الموجودة.

## التكنولوجيا
ينتمي Infobright إلى فئة ما يسمى نظام إدارة قواعد البيانات الموجهة عمودياً أو ذات التخزين العمودي، التي تهدف أساساً إلى تحسين التعاملات مع وحدات تخزين ضخمة للبيانات.

بالإضافة إلى التخزين المنفصل، يقوم Infobright من اجل كل عمود، بتقسيم مادي بواسطة حزم ذات سعة مقدرة بـ 216 تسجيل، كل حزمة تحتوي على البيانات بحد ذاتها (مضغوطة بقوة) وبعض البيانات الوصفية.
 من جهة أخرى فإن النظام يقوم تلقائياً بتسيير مناطق تحوي بيانات وصفية يطلق عليها اسم شبكة المعرفة، هذه الاخيرة تلعب دور البديل لفهارس نظام إدارة قواعد البيانات التقليدية. 
فبالمقارنة مع أنظمة الفهرسة التقليدية التي يدرها المستعمل، مجود Infobright هو الذي يتولى استغلال شبكة المعرفة للحد من الوصول إلى الوسائط المادية (الأقراص)، الشيء الذي عادة ما يسبب تقليص اداء نظام إدارة قواعد البيانات.